# Punargentus penai
Punargentus penai är en fjärilsart som beskrevs av Hayward 1967. Punargentus penai ingår i släktet Punargentus och familjen praktfjärilar. Inga underarter finns listade.